# Словакия на летних Олимпийских играх 2000
Словакия принимала участие в Летних Олимпийских играх 2000 года в Сиднее (Австралия), и завоевала пять олимпийских медалей.

## Медалисты

### Золото
- Павол Гохшонер, Петер Гохшонер — гребля на байдарках и каноэ, каноэ-двойка, мужчины

### Серебро
- Михал Мартикан — гребля на байдарках и каноэ, каноэ-одиночка, мужчины
- Мартина Моравцова — плавание, 100 м, баттерфляй, женщины
- Мартина Моравцова — плавание, 200 м, вольный стиль, женщины

### Бронза
- Юрай Минчик — гребля на байдарках и каноэ, каноэ-одиночка, мужчины

## Результаты соревнований

### Академическая гребля
В следующий раунд из каждого заезда проходили несколько лучших экипажей (в зависимости от дисциплины). В финал A выходили 6 сильнейших экипажей, остальные разыгрывали места в утешительных финалах B-D.
Мужчины
| Соревнование | Спортсмены | Предварительный заезд | Предварительный заезд | Предварительный заезд | Отборочный заезд | Отборочный заезд | Отборочный заезд | Полуфинал     | Полуфинал     | Полуфинал     | Финал   | Финал   | Итоговое место |
| Соревнование | Спортсмены | Заезд                 | Время                 | Место                 | Заезд            | Время            | Место            | Заезд         | Время         | Место         | Время   | Место   | Итоговое место |
| ------------ | ---------- | --------------------- | --------------------- | --------------------- | ---------------- | ---------------- | ---------------- | ------------- | ------------- | ------------- | ------- | ------- | -------------- |
| одиночки     | Ян Жишка   | 2                     | 7:26,21               | 3                     | 4                | 7:14,31          | 2 Q              | Полуфинал A/B | Полуфинал A/B | Полуфинал A/B | Финал B | Финал B | 10             |
| одиночки     | Ян Жишка   | 2                     | 7:26,21               | 3                     | 4                | 7:14,31          | 2 Q              | 2             | 7:26,51       | 4             | 7:06,96 | 4       | 10             |

### Велоспорт

#### Трековый велоспорт
Всего спортсменов — 3
После квалификации лучшие спортсмены по времени проходили в раунд на выбывание, где проводили заезды одновременно со своим соперником. Лучшие спортсмены по времени проходили в следующий раунд.
Мужчины
| Спортсмен                             | Соревнование     | Квалификация | Квалификация | 1\4 финала                     | 1\2 финала     | Финал Матч за 3-е место | Место |
| Спортсмен                             | Соревнование     | Время        | Место        | Соперник Время                 | Соперник Время | Соперник Время          | Место |
| ------------------------------------- | ---------------- | ------------ | ------------ | ------------------------------ | -------------- | ----------------------- | ----- |
| Петер Базалик Ян Лепка Ярослав Ерабек | командный спринт | 45,659       | 7            | Великобритания · 45,523 · пор. |                | Не прошли               | 6     |

### Водное поло
Спортсменов — 12

#### Мужчины
Состав команды
| Мужская сборная Словакии по водному поло | Мужская сборная Словакии по водному поло | Мужская сборная Словакии по водному поло | Мужская сборная Словакии по водному поло | Мужская сборная Словакии по водному поло | Мужская сборная Словакии по водному поло | Мужская сборная Словакии по водному поло | Мужская сборная Словакии по водному поло |
| №                                        | Имя                                      | Дата рождения (возраст)                  | Рост                                     | Вес                                      | Клуб                                     | Игры                                     | Голы                                     |
| ---------------------------------------- | ---------------------------------------- | ---------------------------------------- | ---------------------------------------- | ---------------------------------------- | ---------------------------------------- | ---------------------------------------- | ---------------------------------------- |
| 1                                        | Иштван Гергей (GK)                       | 20 августа 1976 (24 года)                | 2,02 м                                   | 112 кг                                   |                                          | 8                                        | 0                                        |
| 2                                        | Петер Нижный                             | 8 марта 1977 (23 года)                   | 1,91 м                                   | 91 кг                                    |                                          | 8                                        | 5                                        |
| 3                                        | Юрай Затович                             | 22 октября 1982 (17 лет)                 | 1,90 м                                   | 83 кг                                    |                                          | 8                                        | 2                                        |
| 4                                        | Йожеф Грошик                             | 26 марта 1981 (19 лет)                   | 1,86 м                                   | 81 кг                                    |                                          | 8                                        | 6                                        |
| 5                                        | Петер Веселитц                           | 23 января 1968 (32 года)                 | 1,80 м                                   | 90 кг                                    |                                          | 7                                        | 6                                        |
| 6                                        | Александр Надь                           | 8 мая 1974 (26 лет)                      | 1,93 м                                   | 98 кг                                    |                                          | 8                                        | 2                                        |
| 7                                        | Кароль Бачо                              | 30 мая 1978 (22 года)                    | 1,78 м                                   | 74 кг                                    |                                          | 8                                        | 9                                        |
| 8                                        | Милан Ципов                              | 22 января 1976 (24 года)                 | 1,77 м                                   | 84 кг                                    |                                          | 8                                        | 7                                        |
| 9                                        | Гейза Дьюрчи                             | 21 сентября 1976 (23 года)               | 1,90 м                                   | 103 кг                                   |                                          | 8                                        | 5                                        |
| 10                                       | Мартин Мравик                            | 4 мая 1980 (20 лет)                      | 1,81 м                                   | 83 кг                                    |                                          | 7                                        | 3                                        |
| 11                                       | Сергей Харин                             | 17 ноября 1963 (36 лет)                  | 1,86 м                                   | 92 кг                                    |                                          | 2                                        | 2                                        |
| 12                                       | Роберт Каид                              | 24 июля 1969 (31 год)                    | 1,80 м                                   | 76 кг                                    |                                          | 7                                        | 7                                        |
| 13                                       | Михал Гогола (GK)                        | 30 мая 1980 (20 лет)                     | 1,80 м                                   | 80 кг                                    |                                          | 6                                        | 0                                        |
| Главный тренер: Л. Боттлик               |                                          |                                          |                                          |                                          |                                          |                                          |                                          |

Результаты
Группа A
| Место | Команда   | И | В | Н | П | МЗ | МП | МР  | Очки |
| ----- | --------- | - | - | - | - | -- | -- | --- | ---- |
| 1     | Россия    | 5 | 4 | 1 | 0 | 51 | 28 | +23 | 9    |
| 2     | Италия    | 5 | 4 | 1 | 0 | 43 | 32 | +9  | 9    |
| 3     | Испания   | 5 | 2 | 1 | 2 | 32 | 34 | -2  | 5    |
| 4     | Австралия | 5 | 1 | 2 | 2 | 38 | 36 | +2  | 4    |
| 5     | Казахстан | 5 | 1 | 1 | 3 | 41 | 46 | -5  | 3    |
| 6     | Словакия  | 5 | 0 | 0 | 5 | 30 | 59 | -29 | 0    |

| 23 сентября 2000 10:45 | Словакия                                                                                                | 8:11 | Италия | Сидней Судьи: Грегори Бойер Рольф Хельмут Лудекке |
| 23 сентября 2000 10:45 | Счёт по четвертям: 0:3, 2:3, 3:2, 3:3                                                                   |      | | Сидней Судьи: Грегори Бойер Рольф Хельмут Лудекке |
| 23 сентября 2000 10:45 | Йожеф Грошик — 2 Петер Нижный, Петер Веселитц, Кароль Бачо, Милан Ципов, Гейза Дьюрчи, Сергей Харин — 1 | Голы | 3 — Алессандро Калькатерра 2 — Франческо Постильоне 1 — Леонардо Бинки, Фабио Бенсивенья, Роберто Калькатерра, Альберто Анджелини, Леонардо Соттани, Карло Силипо | Сидней Судьи: Грегори Бойер Рольф Хельмут Лудекке |

| 24 сентября 2000 15:45 | Словакия                                                    | 6:7  | Испания                                                                         | Сидней Судьи: Патрик Клеменсо Элизабет Янсен ван де Лак |
| 24 сентября 2000 15:45 | Счёт по четвертям: 3:1, 1:2, 2:2, 0:2                       |      |                                                                                 | Сидней Судьи: Патрик Клеменсо Элизабет Янсен ван де Лак |
| 24 сентября 2000 15:45 | Роберт Каид — 3 Петер Нижный, Милан Ципов, Сергей Харин — 1 | Голы | 3 — Габриэль Эрнандес 2 — Педро Гарсия 1 — Сальвадор Гомес, Хавьер Санчес Торил | Сидней Судьи: Патрик Клеменсо Элизабет Янсен ван де Лак |

| 25 сентября 2000 20:30 | Словакия                                                                              | 6:11 | Австралия                                                                                         | Сидней Судьи: Петрус Хендрик Бокельман Грегори Бойер |
| 25 сентября 2000 20:30 | Счёт по четвертям: 1:4, 1:3, 2:3, 2:1                                                 |      |                                                                                                   | Сидней Судьи: Петрус Хендрик Бокельман Грегори Бойер |
| 25 сентября 2000 20:30 | Юрай Затович, Йожеф Грошик, Кароль Бачо, Гейза Дьюрчи, Мартин Мравик, Роберт Каид — 1 | Голы | 3 — Андрей Коваленко 2 — Даниэль Марсден, Тимоти Нишем, Род Оуэн-Джонс 1 — Шейн Бойд, Томас Уэлан | Сидней Судьи: Петрус Хендрик Бокельман Грегори Бойер |

| 26 сентября 2000 15:45 | Словакия                                       | 5:9  | Казахстан                                                                                          | Сидней Судьи: Драган Раевич Хуан Карлос Менендес Бетанкур |
| 26 сентября 2000 15:45 | Счёт по четвертям: 0:4, 0:1, 2:1, 3:3          |      | | Сидней Судьи: Драган Раевич Хуан Карлос Менендес Бетанкур |
| 26 сентября 2000 15:45 | Кароль Бачо — 3 Петер Нижный, Гейза Дьюрчи — 1 | Голы | 2 — Иван Зайцев, Евгений Жиляев, Игорь Загоруйко 1 — Сергей Дроздов, Юрий Смоловый, Денис Живчиков | Сидней Судьи: Драган Раевич Хуан Карлос Менендес Бетанкур |

| 27 сентября 2000 10:45 | Словакия                                         | 5:21 | Россия | Сидней Судьи: Зелько Кларич Элизабет Янсен ван де Лак |
| 27 сентября 2000 10:45 | Счёт по четвертям: 1:7, 1:5, 1:6, 2:3            |      | | Сидней Судьи: Зелько Кларич Элизабет Янсен ван де Лак |
| 27 сентября 2000 10:45 | Петер Нижный, Петер Веселитц — 2 Кароль Бачо — 1 | Голы | 6 — Чомахидзе, Реваз Баадурович 5 — Александр Ерышов 3 — Дмитрий Стратан 2 — Николай Козлов 1 — Юрий Яцев, Роман Балашов, Дмитрий Горшков, Марат Закиров, Ирек Зиннуров | Сидней Судьи: Зелько Кларич Элизабет Янсен ван де Лак |

Турнир за 9-12-е места
| Место | Команда    | И | В | Н | П | МЗ | МП | МР | Очки |
| ----- | ---------- | - | - | - | - | -- | -- | -- | ---- |
| 1     | Казахстан  | 3 | 2 | 1 | 0 | 23 | 18 | +5 | 5    |
| 2     | Греция     | 3 | 1 | 2 | 0 | 24 | 20 | +4 | 4    |
| 3     | Нидерланды | 3 | 1 | 1 | 1 | 19 | 20 | -1 | 3    |
| 4     | Словакия   | 3 | 0 | 0 | 3 | 24 | 32 | -8 | 0    |

| 29 сентября 2000 10:45 | Словакия                                                                                    | 8:9  | Нидерланды                                                                             | Сидней Судьи: Филлип Боуэр Вахид Моради Шахпар |
| 29 сентября 2000 10:45 | Счёт по четвертям: 1:1, 2:2, 3:4, 2:2                                                       |      |                                                                                        | Сидней Судьи: Филлип Боуэр Вахид Моради Шахпар |
| 29 сентября 2000 10:45 | Кароль Бачо, Милан Ципов — 2 Юрай Затович, Петер Веселитц, Александр Надь, Гейза Дьюрчи — 1 | Голы | 4 — Элько Ури 2 — Маттхёйс де Брюин 1 — Гарри ван дер Мер, Бас де Йонг, Гербен Сильвис | Сидней Судьи: Филлип Боуэр Вахид Моради Шахпар |

| 30 сентября 2000 10:00 | Словакия                                                                                  | 8:11 | Казахстан | Сидней Судьи: Грегори Бойер Иан Альфред Джеймс Меллиар |
| 30 сентября 2000 10:00 | Счёт по четвертям: 1:4, 1:3, 2:2, 4:2                                                     |      | | Сидней Судьи: Грегори Бойер Иан Альфред Джеймс Меллиар |
| 30 сентября 2000 10:00 | Йожеф Грошик, Петер Веселитц — 2 Кароль Бачо, Милан Ципов, Мартин Мравик, Роберт Каид — 1 | Голы | 3 — Евгений Жиляев 2 — Артемий Севостьянов, Юрий Смоловый, Евгений Прохин 1 — Игорь Загоруйко, Сергей Дроздов | Сидней Судьи: Грегори Бойер Иан Альфред Джеймс Меллиар |

| 1 октября 2000 09:00 | Словакия                                                                      | 8:12 | Греция                                                                                                  | Сидней Судьи: Эндрю Джей Таката Вахид Моради Шахпар |
| 1 октября 2000 09:00 | Счёт по четвертям: 2:3, 4:3, 1:1, 1:5                                         |      | | Сидней Судьи: Эндрю Джей Таката Вахид Моради Шахпар |
| 1 октября 2000 09:00 | Роберт Каид — 3 Милан Ципов — 2 Йожеф Грошик, Гейза Дьюрчи, Мартин Мравик — 1 | Голы | 6 — Иоаннис Томакос 2 — Теодорос Хацитеодору, Георгиос Афрудакис 1 — Димитрос Мацис, Константинос Лудис | Сидней Судьи: Эндрю Джей Таката Вахид Моради Шахпар |

Итог: 12-е место

### Дзюдо
Спортсменов — 1
Соревнования по дзюдо проводились по системе на выбывание. В утешительные раунды попадали спортсмены, проигравшие полуфиналистам турнира. Два спортсмена, одержавших победу в утешительном раунде, в поединке за бронзу сражались с проигравшими в полуфинале.
Мужчины
| Спортсмен     | Категория | 1/32               | 1/16                                   | 1/8                                | Четвертьфиналы                         | Полуфиналы         | Первый доп. раунд  | Утешительный четвертьфинал                | Утешительный полуфинал | За 3 место Финал   | Место |
| Спортсмен     | Категория | Соперник Результат | Соперник Результат                     | Соперник Результат                 | Соперник Результат                     | Соперник Результат | Соперник Результат | Соперник Результат                        | Соперник Результат     | Соперник Результат | Место |
| ------------- | --------- | ------------------ | -------------------------------------- | ---------------------------------- | -------------------------------------- | ------------------ | ------------------ | ----------------------------------------- | ---------------------- | ------------------ | ----- |
| Марек Матусек | до 60 кг  |                    | Вардан Восканян (ARM) поб. 1001 — 0010 | Макрем Айед (TUN) поб. 1000 — 0000 | Тадахиро Номура (JPN) пор. 0000 — 1000 | Не прошёл          |                    | Брэндан Гречковски (USA) пор. 0000 — 1000 | Не прошёл              | Не прошёл          | 9     |

### Лёгкая атлетика
Спортсменов — 15
Мужчины
| Соревнование  | Спортсмены   | Первый раунд | Первый раунд | Четвертьфинал | Четвертьфинал | Полуфинал | Полуфинал | Финал     | Финал     |
| Соревнование  | Спортсмены   | Результат    | Место        | Результат     | Место         | Результат | Место     | Результат | Место     |
| ------------- | ------------ | ------------ | ------------ | ------------- | ------------- | --------- | --------- | --------- | --------- |
| Метание копья | Мариан Бокор | 75 м 49 см   | 27           | Не прошёл     | Не прошёл     | Не прошёл | Не прошёл | Не прошёл | Не прошёл |

### Плавание
Спортсменов — 3
В следующий раунд на каждой дистанции проходили лучшие спортсмены по времени, независимо от места занятого в своём заплыв
Мужчины
| Спортсмен        | Соревнование   | Предварительные заплывы | Предварительные заплывы | Полуфиналы | Полуфиналы | Финал     | Финал     |
| Спортсмен        | Соревнование   | Результат               | Место                   | Результат  | Место      | Результат | Место     |
| ---------------- | -------------- | ----------------------- | ----------------------- | ---------- | ---------- | --------- | --------- |
| Мирослав Махович | 100 м на спине | 56,95                   | 28                      | Не прошёл  | Не прошёл  | Не прошёл | Не прошёл |

Женщины
| Спортсменка       | Соревнование      | Предварительные заплывы | Предварительные заплывы | Полуфиналы | Полуфиналы | Финал     | Финал     |
| Спортсменка       | Соревнование      | Результат               | Место                   | Результат  | Место      | Результат | Место     |
| ----------------- | ----------------- | ----------------------- | ----------------------- | ---------- | ---------- | --------- | --------- |
| Мартина Моравцова | 100 м баттерфляем | 58,95                   | 6                       | 58,49      | 5          | 57,97     |           |
| Яна Корбасова     | 400 м комплекс    | 4:59,05                 | 24                      |            |            | Не прошла | Не прошла |

### Стрельба
Спортсменов — 1
После квалификации лучшие спортсмены по очкам проходили в финал, где продолжали с очками, набранными в квалификации. В некоторых дисциплинах квалификация не проводилась. Там спортсмены выявляли сильнейшего в один раунд.
Мужчины
| Спортсмен | Соревнование   | Квалификация | Место | Финал     | Место     | Всего | Место |
| --------- | -------------- | ------------ | ----- | --------- | --------- | ----- | ----- |
| Ян Фабо   | Пистолет, 10 м | 576          | 17    | Не прошёл | Не прошёл | 576   | 17    |